# Martin Meissonnier
Pour les articles homonymes, voir Meissonnier.
Martin Meissonnier est un journaliste, auteur, producteur, réalisateur et compositeur français.
Lycéen journaliste pour Liberation (1975-77), mais aussi pionnier du Home Studio et d'internet[réf. nécessaire], il s'emploie à faire découvrir de nouveaux artistes comme de nouveaux courants musicaux.

## Biographie
Guitariste dans un groupe rock à seize ans et passionné de jazz, Martin Meissonnier organise des concerts en France, à la fin des années 1970, plusieurs artistes comme Don Cherry dont il est le manager jusqu'en 1981, John Lee Hooker, Art Ensemble of Chicago, Old_and_New Dreams, Han Bennink, Albert Collins et Dizzy Gillespie et d'autres.
Dans les années 1980, il devient producteur de divers artistes comme Fela Kuti,, King Sunny Ade,, il entame en 1982 une collaboration avec le batteur Tony Allen qu'il invite à Londres puis à Paris pour enregistrer sur les albums de Sandra Iszadore (jamais publié) et King Sunny Ade pour Island Records. 
À la même époque, il collabore avec Ray Lema, Manu Dibango, Papa Wemba et Wasis Diop. Fin connaisseur de world music (bien qu'il déteste utiliser ce terme et préfère la "Sono Mondiale") et plus particulièrement des musiques africaines, il coproduit Tam-tam pour l'Éthiopie en 1985. En 1986, il organise le premier festival raï à Bobigny en Seine-Saint-Denis (93). Il a également travaillé avec Khaled, Safy Boutella, Amina, Arthur H, et en 1994 avec Robert Plant et Jimmy Page du fameux groupe Led Zeppelin, comme avec Alan Stivell en produisant son album Brian Boru.
Mais c'est son émission musicale Mégamix co-produite par la société Série Limitée et la Sept qui a fait connaître son nom au grand public : de 1989 à 1994, il en réalisa 250 numéros sur La Sept puis Arte.
Martin Meissonnier dirige depuis divers films documentaires pour Arte et Canal+ centrés sur l'histoire, internet, le numérique, la musique Rap et le mouvement Techno, comme Music is my Drug/Psychedelic Trance (1996, 52 min, Compagnie des Phares et Balises/Canal+) ou Sur les Traces de la Reine de Saba (Gaumont Television/ARTE).
En 2000, il réalise pour Canal Plus le documentaire La guerre radioactive secrète,,.
En 2001, son livre intitulé Uranium appauvri : la guerre invisible est publié chez Robert Laffont. En 2003, il réalise La Vie de Bouddha (ARTE/General Pattern) où figure le moine bouddhiste vietnamien Thich Nhat Hanh.
En 2004 Martin Meissonnier crée les « Productions Campagne Première » (PCP) pour gérer les films documentaires qu'il réalise comme À la droite de Dieu (PCP/Canal plus 2004) et Vraie Jeanne, Fausse Jeanne (ARTE /PCP), un docufiction consacré à Jeanne d'Arc. Présenté comme une « contre-enquête », ce film est fortement critiqué par les historiens médiévistes Colette Beaune, Olivier Bouzy, Philippe Contamine et Françoise Michaud-Fréjaville, qui lui reprochent sa complaisance vis-à-vis du journaliste Marcel Gay, partisan du « mythe survivaliste » selon lequel Jeanne d'Arc n'aurait pas été brûlée à Rouen le 30 mai 1431.
Puis Martin Meissonnier s'associe au réalisateur Pascal Signolet pour deux films : Ma Poubelle est un Trésor (France 3/PCP 2010) et La Fée Electricité (France 5/PCP 2012).
En 2010, il compose la musique d’Astronomy Domine pour une installation  de Jean-Charles de Castelbajac commandée par le ministre Frédéric Mitterrand pour commémorer les quatre cents ans de la mort du roi Henri IV.
En 2011, il devient président de l'association Atmospheres 21 qui produit le « Festival Atmospheres » organisée tous les ans à Courbevoie / La Défense.
En 2015, il réalise le film documentaire Le Bonheur au travail,, diffusé sur Arte et la RTBF. Toujours en 2015, il produit l'album Kodama (Echos) de l'artiste franco-japonaise Maïa Barouh. En 2017, il réalise le film documentaire Le travail a-t-il un sexe ? diffusé sur France 5.
En 2018 il produit l'album Poetic Trance d'Aziz Sahmaoui & University of Gnawa. Toujours en 2018, il reprend une carrière de DJ commencée à Radio Nova dans les années 1985/86 puis mise entre parenthèses. Il se produit au Festival Transmusicales de Rennes sous le pseudo de Dox Martin ainsi qu'au Festival Tropisme de Montpellier en janvier 2019[réf. souhaitée].
En 2019, il est conseiller scientifique pour l'exposition « Paris Londres Musique Migrations » au Palais de la Porte Dorée  pour laquelle il réalise une installation vidéo.
En 2021 il lance la plateforme lebonheuralecole.org et happinessatschool.org soutenu par La Fondation Bettencourt-Schueller et Erasmus+[source secondaire souhaitée]. Cette même année, il termine le film documentaire de 90 minutes "Le Bonheur à l' École" et la série "Le Bonheur à l' École" de 3 épisodes de 52 minutes pour le groupe CANAL+[source secondaire souhaitée].

## Films documentaires (réalisateur)
- Le Bonheur à l' Ecole" série de 3x52 minutes 2022 pour CANAL+Kids[37]
- Le Bonheur à l' Ecole" CANAL+Docs film de 90 minutes 2021
- Le Travail a-t-il un sexe?  (2017 France 5/RTBF/Productions Campagne Première/Luxfugit Films)
- Le Bonheur au Travail (2015 ARTE/ RTBF/Productions Campagne Première/Luxfugit Films) .
- La fée Electricité co-dirigé par Pascal Signolet (2012 Campagne Première/France 5).
- Dancing City Johannesburg (2012 Campagne Première/France O/Voyage)[38]
- Washington-Paris, la diplomatie des banlieues (2012 Productions Campagne Première/Canal+)[39].
- Poubelle la vie, co-dirigé par Pascal Signolet (2010, 90 min, Productions Campagne Première/France 3/RTBF).
- Vraie Jeanne Fausse Jeanne (Enquête sur Jeanne d'Arc) (2007, 90 min, Arte/Productions Campagne Première).
- Africa Live - Roll Back Malaria, cinq films concerts, featuring Youssou N'Dour, Tiken Jah Fakoly, Corneille, Awadi & autres (2005, 300 min, Antelope Films/Ideale Audience/Flotow Productions/Xippi).
- À la droite de Dieu (On God’s Right) en collaboration avec Roger Trilling (2004, 55 min, Productions Campagne Première/Canal+/SBS Australia).
- La vie de Bouddha (2003, 90 min, General Pattern/Infine films/Buddhist Broadcasting Foundation/Arte/SBS).
- Mc World - La culture des marques avec Benjamin Barber, Eric Schlosser, Dan Wieden... (2002, 90 min, Sodaperaga/Arte) « Prix Leonardo » for best European production 2002 - Italy.
- Une Europe sans Loi avec Eva Joly, Renaud Van Ruymbecke, Gerardo Colombo etc. (2000, 52 min, Tetra Media/la Cinquième).
- Paroles de Juges avec Eva Joly, Renaud Van Ruymbecke, Gerardo Colombo etc. (2000, 90 min, Tetra Media/Arte).
- La Guerre Radioactive Secrète (Invisible War, Depleted Uranium and the Politics of Radiation) (2000, 64 min, Canal+), « Grand Prix » du Festival du film scientifique Sinergie 2001.
- Sur les Traces de la Reine de Saba (1999, 2 × 52 min, Gaumont Television/Arte/SBS/AVRO).
- Web Site Story (1999, 4 × 26 min, Gaumont Television/European Community/Arte) (compilation of www.monde & Internet : un monde digital).
- www.monde avec Jean-Marie Messier, Serge Tchuruk, Michael Bloomberg (1998, 110 min, Gaumont Television/Arte).
- La Roue du Destin (The Wheel of Destiny) sur l'astrologie autour du monde, tourné à Hong Kong, Guatemala, Mali, Inde... (1998, 2 × 52 min, The Factory/Arte).
- Les Gardiens du Temps (Time Guardians) (1997, 60 min, The Factory/Canal+).
- Internet - un monde digital avec Alvin Toffler, Louis Rosetto (1996, 120 min, Série Limitée/Arte)[40].
- Music is my Drug/Psychedelic Trance (1996, 52 min, Compagnie des Phares et Balises/Canal+).

## Discographie

### Albums (réalisateur)
- Giuliano Gabriele "Basta" [41]
- Various artists, Kinshasa 78 - Reconstructions (album, 2019, Crammed Disks)
- Aziz Sahmaoui - University of Gnawa  "Poetic Trance" (album, 2018, Blue Line)
- Maïa Barouh - Kodama (album, 2014, General Pattern - Saravah)
- Aziz Sahmaoui - University of Gnawa (album, 2011, General Pattern)[42]
- Louis Bertignac - Grizzly (ça c’est vraiment moi) (album, 2010, Polydor)[43]
- Khaled - Liberté (album, 2009, Universal)[44]
- Sunil Dev - The Music of Sunil Dev (album, 2009, Heavenly Sweetness)[45]
- Seun Kuti & Fela's Egypt 80 - Many Things (album, 2008, Tôt ou Tard - Disorient Records)[46]
- Bigmen - Reggae + Rai (album, 2001, Virgin) featuring Gregory Isaacs, Sly & Robbie, Sugar Minott, Chaka Demus & Pliers, Cheb Anouar, Cheb Tarik, Khaled, etc.[47]
- Robert Plant & Jimmy Page - No Quarter: Jimmy Page and Robert Plant Unledded (preproduction on the songs Yalla & A wonderful One) (1996, Mercury)
- Alan Stivell - Brian Boru (album, 1995, Dreyfus)
- Arthur H - Arthur H (album, 1990, Polydor) (as co-producer with Arthur H)
- Amina - albums Yalil (1990)[48], Wadiye[49] (1992) and two songs on Annabi (1999)
- Papa Wemba - Esclave (album, 1989, Celluloid)[50]
- Carmel - Sally remix (single, 1988, London records)
- Wasis Diop - Soweto Dal (single, 1988, Nova)
- Yasuaki Shimizu - Subliminal (album, 1988, JVC)
- Khaled / Safy Boutella - Kutche (album, 1987, Pomme Music-Sony)
- Afrika Bambaataa - U don't have to be a star (single, 1987, Nova) (co-producer with Yasuaki Shimizu)
- Tony Allen - Too Many prisoners (album, 1987, Barclay)
- Manu Dibango, M'Bamina, Salif Keita, Touré Kunda, Mory Kante, Ghetto Blaster, Souzy Kasseya, Ray Lema - Tam-tam pour l'Ethiopie (coréalisation) (single, 1985, Phonogram)
- Ray Lema - Medecine (album, 1985, Celluloid)
- Manu Dibango - Abele Dance (single, 1984) and Manu Seventies (album, 1988)
- King Sunny Adé & his African Beats - Juju Music (album, 1982), Synchro System (album,1983), and Aura (album, 1984)
- Fela Anikulapo Kuti - Black President (album, 1981, Arista), Original Suffer Head (album, 1981, Arista)
- Okay Temiz - Zikir (album, 1979, Sun Records/King records)
- Don Cherry - Music/Sangam (album, 1979, Europa Records) (as co-producer with Pierre Lattès)[51],[52]

## Compositeur

### Bandes sons
- Walking Around" court métrage de Gilles Bovon 2022
- Rose, c'est Paris, film par Bettina Rheims & Serge Bramly (2010, Arte/Productions Campagne Première)
- Unter Bauern, film par Ludi Boeken (2009, Acajou Films, Pandora, Filmforum)
- Reporters, série dirigée par Suzan Fenn & Ivan Straburg (2007–2009, Capa Drama/Canal+)
- The Great Match, film par Gerardo Olivares (2006, Wanda Films) (in competition at Berlinale 2006)
- Death of Diana, documentaire par David Carr Brown (2003, Psychology News UK/ABC-Channel 5 UK)
- l’Affaire Clearstream, documentaire par Denis Robert (2003, The Factory/Canal +)
- Inside Broadmoor, documentaire par David Carr Brown (2002, Psychology News UK/Channel 5 UK)
- République Atomique documentaire par David Carr Brown (2001, Artline/ARTE)
- Vie privée, vie publique, émission TV (2000-2001, MD Productions/France 3)
- Les 100 photos du Siècle, documentaire (1998, Capa)
- Tripalium par Christophe Loizillon (1996 – Vertigo productions)
- Les Guignols de l'info, émission TV  (1995–2015, Canal+)
- Peintres de Kumasi par Thierry Secretan (1995, Online/Arte)
- Joe et Marie par Tania Stöcklin (1993)
- Musique des cérémonies d'ouverture et de clôture des Jeux Olympiques d'Albertville 1992 - « Victoire de la Musique » 92 - « Prix de la Musique Symphonique Légère de la SACEM »
- Kaltex en Chine (1988, Kaltex)
- Les cercueils de monsieur Kane Kwei par Thierry Secretan (1987, La Générale de Production cinématographique)

### Collaborations à des B.O.
- O.C. & Stiggs, film par Robert Altman, collaboration avec King Sunny Adé comme producteur/manager (1984, MGM)
- Black Mic-Mac film par Thomas Gilou, collaboration avec Ray Lema comme directeur musical (1985, Barclay)
- Arizona Dream film par Emir Kusturica, collaboration avec Goran Bregovic et Iggy Pop (1991, Mercury)
- Dirty Pretty Things film par Stephen Frears avec la chanson Life is Good par Martin Meissonnier/Larbi Dida/U-Roy (2002)